# Adonis leiosepala
Adonis leiosepala är en ranunkelväxtart som beskrevs av A.Ya. Butkov. Adonis leiosepala ingår i släktet adonisar, och familjen ranunkelväxter. Inga underarter finns listade i Catalogue of Life.